# Cirilo Mora
Cirilo Antonio Mora Ortiz (Asunción, 15 novembre 1988) è un calciatore paraguaiano, centrocampista del Tacuary.

## Carriera
Messosi in luce nella primavera del Tacuary nel 2008 ha debuttato in prima squadra con l'avvio del Torneo Apertura 2008.
Nel luglio 2009 viene acquistato dal Vicenza, dove però non scende mai in campo ritornando quindi in patria nell'estate del 2010.